# Portogallo ai Giochi della XVIII Olimpiade
Il Portogallo partecipò ai Giochi della XVIII Olimpiade, svoltisi a Tokyo dal 10 al 24 ottobre 1964, con una delegazione di 20 atleti impegnati in 7 discipline per un totale di 20 competizioni. Il portabandiera alla cerimonia di apertura fu il judoka Fernando Matos.
Fu l'undicesima partecipazione di questo paese ai Giochi estivi. Non furono conquistate medaglie.